# Simeon Rusakiew
Simeon Stojanow Rusakiew (ur. 23 października 1910, zm. 10 marca 1991) – bułgarski literaturoznawca, profesor Uniwersytetu w Sofii, członek Międzynarodowego Stowarzyszenia Wykładowców Języka i Literatury Rosyjskiej, redaktor naczelny magazynu "Ezik i literatura" oraz twórca licznych dzieł dotyczących historii literatury rosyjskiej i radzieckiej. Otrzymał w 1976 tytuł doktora honoris causa Uniwersytetu Łódzkiego.